# Langvinkathaai
De langvinkathaai (Apristurus herklotsi) is een vis uit de familie van Pentanchidae en behoort derhalve tot de orde van roofhaaien (Carcharhiniformes). De vis kan een lengte bereiken van 48 centimeter. 

## Leefomgeving
De langvinkathaai is een zoutwatervis. De vis prefereert diep water en leeft hoofdzakelijk in de Grote Oceaan op dieptes tussen 533 en 864 meter. 

## Relatie tot de mens
De langvinkathaai is voor de visserij van beperkt commercieel belang. In de hengelsport wordt er weinig op de vis gejaagd. 